# Manan Chandra
Manan Chandra (* 28. Februar 1981 in Neu-Delhi) ist ein indischer Billardspieler. Er wurde sowohl im Poolbillard als auch im Snooker mehrfach nationaler Meister und spielte in der Saison 2002/03 als Profi auf der Snooker Main Tour.

## Karriere

### Snooker
Manan Chandra wurde in den Jahren 1997, 1999 und 2001 indischer Meister der U21-Junioren. Erstmals international auf sich aufmerksam machte er 1999, als er bei der U21-Weltmeisterschaft ins Halbfinale einzog und nur knapp dem späteren Weltmeister Rodney Goggins unterlag (6:8). Zwei Jahre später erreichte er bei der U21-Asienmeisterschaft das Finale, in dem er sich dem Thailänder Supoj Saenla mit 0:6 geschlagen geben musste. 2002 erreichte er bei der indischen Meisterschaft erstmals das Endspiel und verlor mit 2:7 gegen Alok Kumar. Im selben Jahr gelangte er bei der Amateurweltmeisterschaft und der Asienmeisterschaft ins Achtelfinale.
In der Saison 2002/03 schied Chandra bei seinen ersten fünf Turnierteilnahmen in der ersten Runde aus. Sein erster Sieg als Profi gelang ihm beim Irish Masters 2003, als er sich mit 5:4 gegen Paul Davison durchsetzte, anschließend in der Runde der letzten 96 jedoch klar gegen Ryan Day verlor (0:5). Nachdem er bei den Scottish Open 2003 erneut sieglos geblieben war, gelang ihm bei der Qualifikation zur Profiweltmeisterschaft sein bestes Ergebnis. Mit Siegen gegen Gary Ponting und Jason Ferguson zog er in die Runde der letzten 80 ein, in der er dem Engländer Dave Finbow nur knapp mit 8:10 unterlag. Am Saisonende belegte er in der Weltrangliste den 107. Platz und verlor damit seinen Profistatus.
In den folgenden beiden Spielzeiten versuchte Chandra über die Challenge Tour auf die Snooker Main Tour zurückzugelangen, kam dabei aber nie über das Achtelfinale hinaus. 2004 und 2005 nahm er als Amateur an der Qualifikation zur Profi-WM teil, scheiterte aber in der ersten Runde an Leonard de Griffa beziehungsweise Matthew Selt. Bei der Asienmeisterschaft 2005 erreichte er das Viertelfinale und verlor gegen den späteren Asienmeister Jin Long. 2006 gelangte er bei der Amateurweltmeisterschaft unter anderem mit Siegen gegen Andrew Pagett und Craig Steadman ins Halbfinale, in dem er mit 7:8 gegen Daniel Ward verlor. Im Spiel um Platz 3 setzte sich Chandra anschließend mit 4:1 gegen Atthasit Mahitthi durch. Im selben Jahr wurde er erstmals indischer Meister.
Gemeinsam mit Yasin Merchant und Alok Kumar gewann Chandra 2007 beim Teamwettbewerb der Asian Indoor Games die Bronzemedaille. 2008 erreichte er beim 6-Red-Snooker International das Achtelfinale. 2009 gewann er gemeinsam mit Aditya Mehta und Brijesh Damani die Goldmedaille beim Teamwettbewerb der Asian Indoor Games. In der Saison 2013/14 erhielt er eine Wildcard für die Indian Open 2013, bei denen er sich jedoch in der Wildcardrunde dem Engländer Robbie Williams mit 1:4 geschlagen geben musste. Bei der Amateurweltmeisterschaft 2013 erreichte er das Achtelfinale, in dem er mit 0:5 gegen Jeff Cundy ausschied. Im selben Jahr wurde Chandra zum zweiten Mal indischer Meister und mit der indischen Mannschaft Asienmeister. Bei der Amateur-WM 2014 gelangte er ins Viertelfinale und schied dort mit 1:6 gegen Muhammad Sajjad aus. 2015 erreichte er bei der 6-Red-Weltmeisterschaft das Viertelfinale.
Im Januar 2016 wurde Chandra nach einer 3:6-Finalniederlage gegen Aditya Mehta indischer Vizemeister. Im Juli 2016 nahm er erneut als Wildcard an den Indian Open teil und unterlag in der Wildcardrunde dem Engländer Andrew Higginson. Ende des Jahres erreichte er bei der Amateur-WM das Achtelfinale, in dem er sich dem Iren Michael Judge mit 0:5 geschlagen geben musste.

### Poolbillard
Seinen ersten nationalen Meistertitel im Poolbillard sicherte sich Chandra 2001, als er den Wettbewerb im 9-Ball gewann. In den Jahren 2003 bis 2005 gewann er in dieser Disziplin dreimal in Folge und 2005 holte er zudem den Titel im 8-Ball. Im Juli 2005 nahm er an der 9-Ball-Weltmeisterschaft teil, bei der er jedoch in der Vorrunde ausschied. 2007 bildete er gemeinsam mit Dharminder Singh Lilly das indische Team beim World Cup of Pool, das in der ersten Runde gegen die Kanadier Edwin Montal und Alain Martel ausschied. Im selben Jahr wurde er zum fünften Mal indischer 9-Ball-Meister und ein Jahr später folgte der zweite Titelgewinn im 8-Ball. 2010 wurde er bei der indischen 8-Ball-Meisterschaft Dritter.

## Erfolge
Snooker
- Indischer U21-Meister: 1997, 1999, 2001
- Indischer Meister: 2006, 2013
- Asian Indoor Games – Snookerteam: 2009
- Mannschaftsasienmeister: 2013

Poolbillard
- Indischer 9-Ball-Meister: 2001, 2003, 2004, 2005, 2007
- Indischer 8-Ball-Meister: 2005, 2008